# Pokerturnier

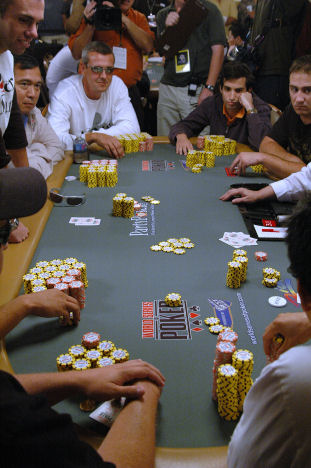
Ein Turniertisch beim Main Event der World Series of Poker 2006

Ein Pokerturnier ist eine Art des Kartenspiels Poker. Es wird für gewöhnlich nach dem Freeze-Out-System, einer Art K.-o.-System, durchgeführt. Im Gegensatz zum Cash Game können sich Spieler nicht jederzeit ihre Chips in Geld auszahlen lassen, sondern erhalten ihr Preisgeld für den im Turnier erreichten Platz.
Die bei Turnieren bevorzugt gespielte Pokervariante ist Texas Hold’em, das das bis in die 1990er-Jahre dominierende Seven Card Stud mittlerweile weitestgehend verdrängt hat. Gespielt wird u. a. bei großen Pokerturnierserien wie der einmal jährlich ausgetragenen Poker-Europameisterschaft in Velden am Wörther See sowie der World Series of Poker am Las Vegas Strip, die erstmals 1970 im Binion’s Horseshoe ausgespielt wurde und seit 2022 im Horseshoe und Paris Las Vegas gespielt wird.

## Turnierregeln

### Freeze-Out System
Zu Beginn des Turniers erfolgt mittels Verlosung die Festsetzung der Sitzplätze. Die zugewiesenen Plätze dürfen während des Turniers nicht gewechselt werden.
Jeder Teilnehmer erhält nach Bezahlung des Startgeldes (Entry Fee, Buy in) das gleiche Spielkapital, z. B. eine bestimmte Anzahl Einheiten (Units oder Bucks). Die Spieler müssen ihre Chips stets für alle sichtbar auf dem Tisch liegen lassen, das Einstecken ist nicht erlaubt.
Im Freeze out System werden die Blinds bzw. das Ante und das Split Limit (bei No Limit nur die Blinds bzw. das Ante) nach einem Zeit- oder anderen Plan – z. B. nach einer bestimmten Anzahl Spiele – regelmäßig erhöht. Infolge dieser Inflation wird das Spiel immer teurer, so dass die Teilnehmer allmählich einer nach dem anderen ausscheiden.
Die folgende Tabelle gibt ein Beispiel für Erhöhungen:
| Small Blind | Big Blind |
| ----------- | --------- |
| 1           | 2         |
| 2           | 4         |
| 4           | 8         |
| 6           | 12        |
| 10          | 20        |
| 20          | 40        |
| 30          | 60        |

usw.
Jeder Spieler erhält, solange er mindestens einen Chip sein Eigen nennt, ein vollständiges Blatt („Hand“). Gehen einem Spieler während einer Hand die Chips aus, so wird ein Side Pot (siehe unten) gespielt.
Teilnehmer, die keine Chips mehr haben, scheiden aus dem Turnier aus.

### Race for Chips
Vor einer Erhöhung des Ante bzw. der Blinds kann ein sogenanntes Race for Chips erfolgen, in dem die Jetons im Wert des bisherigen Ante bzw. des Small Blinds, die ja nicht mehr benötigt werden, aus dem Spiel genommen werden.
Jedem Teilnehmer werden seine kleinen Jetons soweit möglich in größere Einheiten getauscht. Danach erhält jeder Teilnehmer für jede verbleibende Einheit der einzuziehenden Jetons eine Karte.

#### Single Winner Race for Chips
Der Spieler mit der höchsten Karte erhält nach Einzug der Spitze den gesamten Betrag: Setzen z. B. drei Spieler je zwei Zwanziger-Jetons (3 × 2 × 20 = 120), so wird die Spitze, nämlich 20 Bucks eingezogen, und der Gewinner erhält zwei Fünfziger-Jetons.

#### Multiple Winner Race for Chips
Bei dieser Variante gewinnen die Spieler mit den höchsten Karten. Im obigen Beispiel erhalten der Spieler mit der höchsten Karte und derjenige mit der zweithöchsten – hierbei kann es sich natürlich um dieselbe Person handeln – je einen Fünfziger-Jeton.
Beim Race for Chips gilt die natürliche Rangordnung der Karten (mit der höchsten beginnend):
Ass – König – Dame – Bube – 10 – 9 – 8 – 7 – 6 – 5 – 4 – 3 – 2.
Haben zwei Spieler im Range gleiche Karten, so entscheidet die Farbe (mit der höchsten beginnend):
Pik (♠) – Herz (♥) – Karo (♦) – Kreuz bzw. Treff (♣).

### Side Pots
Jeder Teilnehmer muss, um eine gültige Hand zu bekommen, das Ante erbringen. Wenn einem Spieler während eines Coups die Jetons ausgehen (man sagt, der Spieler sei all in), so wird ein Side Pot gespielt, d. h. der Hauptpot (Main Pot) wird zur Seite genommen. Die verbleibenden Spieler bieten normal weiter und geben ihre Einsätze in den Side Pot (auch Nebenpot). Der Sieger gewinnt nur den Pot (oder mehrere Pots), in welchen er noch mitgeboten hat. In einem einzelnen Spiel können, falls erforderlich, auch mehrere Side Pots gespielt werden.
Beispiel: Angenommen es kämpfen noch drei Spieler A, B und C um den Pot. A setzt 200, B entscheidet sich zu halten, besitzt aber nur noch 50 Bucks, C hält ebenfalls, womit alle Wetten egalisiert sind. Der Hauptpot besteht nun aus drei mal 50 Einheiten von A, B und C, sowie dem, was schon zuvor darin war, der Side Pot aus 300 Einheiten, nämlich je 150 von A und C. A und C kämpfen nun weiter und setzen ihre weiteren Einsätze in den Side Pot. Hat A (oder C) am Ende das beste Blatt, so gewinnt er Haupt- und Nebenpot, da er in allen Pots mitgesetzt hat. Hat hingegen B das beste Blatt, so gewinnt B nur den Hauptpot, da B ja am Side Pot nicht beteiligt war; dieser geht an A oder C, je nachdem, wer von diesen beiden das bessere Blatt vorweisen kann.
Werden Einsätze in einen Side Pot gesetzt, so werden Spieler, die all in sind, bei der Entscheidung darüber, wer eine Wettrunde eröffnet, nicht berücksichtigt; diese sind ja am Side Pot nicht mehr beteiligt.

### Gleichzeitiges Ausscheiden mehrerer Spieler
Scheiden innerhalb eines Coups zwei oder mehrere Spieler gleichzeitig aus, so entscheidet das größere Kapital im Moment des Ausscheidens. Sollte dieses auch gleich sein, so erhalten diese Spieler nach ihrem Ausscheiden jeweils eine einzelne Karte, und die Platzierung wird gemäß dem Rang dieser Karten festgelegt. Es gilt dieselbe Rangfolge wie bei einem Race for Chips.

### Preise
Die Reihenfolge des Ausscheidens bestimmt die Platzierung der einzelnen Spieler. Der Spieler, der zuletzt das gesamte Spielkapital gewonnen hat, ist Turniersieger. Die Spieler, die bis in die Preisränge vordringen, beenden das Turnier in the money (kurz: itm, deutsch im Geld). Ein solcher Abschluss des Turniers wird seltener auch money finish genannt. Der Preispool wird unter allen Spielern in den Preisrängen aufgeteilt, wobei das Preisgeld bei besseren Platzierungen ansteigt. Der Turniersieger erhält bei großen Teilnehmerfeldern rund 10 %, bei High-Roller-Events mit wenigen Spielern rund 30 % des gesamten Preispools.

## Rebuy und Add-on

### Rebuy
Bei vielen Turnieren, wie z. B. der Poker-Europameisterschaft, ist es den Spielern, nachdem sie ihr Spielkapital verloren haben, gestattet, sich gegen Bezahlung eines zusätzlichen Betrages in das Turnier zurückzukaufen (Rebuy-in oder kurz Rebuy).
Rebuys sind meist nicht während der gesamten Spieldauer erlaubt, sondern meist auf die niedrigen Levels beschränkt; die Anzahl der möglichen Rebuys ist jeweils in der Turnierausschreibung festgelegt. Ein oder mehrere Rebuys können immer erst erfolgen, wenn die vorherigen Chips aufgebraucht sind - Somit ist nicht von Anfang an möglich, gleich mit dem doppelten, dreifachen... Kapital an Chips zu starten (Im Gegensatz zum Add-on).

### Add-on
Ein Add-on ist eine weitere Möglichkeit, das Spielkapital (zwischen zwei Spielen) durch Zukauf zu erhöhen. Add-ons werden, wenn überhaupt, nur bei Turnieren mit Rebuy-Option angeboten und sind vom aktuellen Spielkapital unabhängig. Add-ons sind häufig im Anschluss an die Rebuy-Phase (d. h. zumeist in der ersten Pause) möglich und bieten den Zukauf – verglichen mit dem Rebuy – in der Regel zu günstigeren Konditionen an.
Die Anzahl der Add-ons ist meist auf eines beschränkt.

## Wetten
In den USA und in Großbritannien ist es bei größeren Poker-Turnieren vielfach üblich, dass die Teilnehmer auf den Ausgang des Turniers wetten können. Die dabei vorherrschende Wettart ist die Calcutta-Auktion; die Calcutta findet entweder vor Beginn des Turniers oder nach dem ersten Spieltag statt – so können auch Teilnehmer, die aus dem Wettbewerb bereits ausgeschieden sind, noch am Turnier gewinnen.

## Ergänzungen
Eine besondere Turnierform sind sit and go-Turniere. Diese Turniere finden nicht zu festen Zeiten statt, sondern beginnen dann, wenn sich die erforderliche Zahl der Spieler eingefunden hat.